# Heimaklettur
Heimaklettur är en kulle i republiken Island. Den ligger i regionen Suðurland, 110 km sydost om huvudstaden Reykjavík. Toppen på heimaklettur är 279 meter över havet. Heimaklettur ligger på ön Hemön.
Heimaklettur är den högsta punkten i trakten. Närmaste större samhälle är Västmannaöarna, nära Heimaklettur.